# أندي ماك
أندي ماك (14 يناير 1956 في المملكة المتحدة - ) (بالإنجليزية: Andy Mack)‏ هو لاعب كريكت بريطاني. لعب مع نادي مقاطعة سري للكريكت ‏ ونادي مقاطعة غلاموركن للكريكت ‏ والمقاطعات الوطنية للكريكيت الإنجليزي والويلزي ‏ وNorfolk County Cricket Club ‏.

## وصلات خارجية
- أندي ماك على موقع إي آس بي آن كريك إنفو (الإنجليزية)